# Otto Addo
Otto Addo (Hamburgo, 9 de junio de 1975) es un exfutbolista y entrenador germanoghanés. Se desempeñaba como centrocampista. Actualmente se encuentra sin equipo.
Addo es muy amigo del también futbolista germanoghanés Gerald Asamoah aunque, a diferencia de Addo, Asamoah decidió jugar con la selección de fútbol de Alemania. Addo jugó un total de 15 partidos con la Selección de fútbol de Ghana y marcó dos goles.

## Carrera como jugador

### VfL 93 Hamburg
Addo comenzó su carrera en 1991 en Hamburgo jugando para el Hamburgo SV. En 1993 dejó el Bramfelder SV después de jugar allí durante un año para unirse al VfL 93 Hamburg en 1993, donde jugó 80 partidos de liga y marcó 4 goles entre 1993 y 1996.

### Hannover 96
Addo se mudó al Hannover 96 en la Regionalliga Nord (tercera liga alemana) en 1996.Causó una gran impresión en un equipo que incluía a las futuras estrellas Gerald Asamoah y Fabian Ernst. Ese equipo arrasó la temporada anotando más de 100 goles, pero sucumbió ante el Energie Cottbus en los playoffs de ascenso de 1997.
En 1998, el Hannover finalmente ascendió a la 2. Bundesliga. En su primera temporada marcó siete goles en 30 partidos y fue reconocido como uno de los jugadores de élite de la liga.

### Borussia Dortmund
Addo fue transferido al Borussia Dortmund en 1999 y jugó más de 75 veces para el equipo, convirtiéndose en campeón de la Bundesliga en la temporada 2001-02.Sin embargo, también se vio afectado por grandes problemas de lesiones, ya que durante este tiempo se rompió el ligamento cruzado tres veces, la primera de ellas después de un partido de la Copa de Alemania contra el SC Friburgo el 15 de julio de 2001. Se recuperó por completo después de eso y volvió a jugar la final de la Copa de la UEFA 2002 con el Dortmund contra el Feyenoord el 8 de mayo de 2002, donde cayeron por 3-2.
El 7 de septiembre de 2002, Addo se rompió los ligamentos de la rodilla derecha por segunda vez, en un partido de clasificación para la Copa Africana de Naciones de 2004 contra Uganda en Kampala. El 24 de septiembre de 2003, su carrera estuvo amenazada después de volver a lesionarse su problemática rodilla derecha por tercera vez en la victoria del Dortmund por 2-1 en la Copa de la UEFA sobre el Austria Viena.Después de estar fuera de juego durante todo 2004, volvió a la acción como suplente en el empate por 1-1 ante el Borussia Mönchengladbach en el último fin de semana de enero de 2005.

### Mainz 05
A principios de la temporada 2005-06 se trasladó al 1. FSV Mainz 05, en el que no tuvo ningún impacto inicial.Sin embargo, jugó lo suficientemente bien como para ganarse una nominación para el equipo de Ghana que participó en la Copa del Mundo de 2006.

### Hamburgo SV
El 9 de agosto de 2007, Addo firmó un contrato de tres años con el Hamburgo SV, alternando inicialmente con el filial y el primer equipo.Sin embargo, en el 2008 anunció su retirada del fútbol a los 33 años.

## Carrera como entrenador
Addo comenzó su carrera como entrenador en su antiguo club, el Hamburgo SV, en 2009, y en el proceso se desempeñó como entrenador del equipo juvenil y asistente técnico hasta 2015.En diciembre de 2013, fue nombrado scout de la selección de Ghana y antes de la Copa Mundial de la FIFA 2014 y la Copa Africana de Naciones 2015, sucediendo a Ibrahim Tanko.

### Borussia Dortmund
En abril de 2019, se anunció que Addo trabajaría para el Borussia Dortmund como "entrenador de talentos", habiendo desempeñado anteriormente un puesto similar en el Borussia Mönchengladbach desde 2017.En diciembre de 2020, fue nombrado asistente técnico del primer equipo de Edin Terzić, quien fue ascendido a entrenador interino, tras el despido de Lucien Favre.Tras la designación de Terzić como director deportivo y el nombramiento de Marco Rose como nuevo entrenador, Addo retomó su trabajo como entrenador de talentos.

### Selección de Ghana
El 25 de septiembre de 2021, la Asociación de Fútbol de Ghana anunció que había designado a Addo como entrenador de Ghana en reemplazo de Milovan Rajevac. El 29 de marzo de 2022, clasificó a la selección africana para el Mundial de Catar 2022, tras empatar 1-1 de visitante contra Nigeria.Luego de quedar eliminado en la competencia, presentó su renuncia al cargo en el mes de diciembre.
El 15 de marzo de 2024, inició su segunda etapa como entrenador de Ghana.

## Clubes

### Como jugador
| Club              | País     | Año       |
| ----------------- | -------- | --------- |
| Hannover 96       | Alemania | 1996-1999 |
| Borussia Dortmund | Alemania | 1999-2005 |
| 1. FSV Mainz 05   | Alemania | 2005-2007 |
| Hamburgo SV       | Alemania | 2007-2008 |

### Como entrenador
| Club                                      | País      | Año           |
| ----------------------------------------- | --------- | ------------- |
| Hamburgo SV (asistente)                   | Alemania  | 2009-2010     |
| Ghana (Explorador principal)              | Ghana     | 2013-2015     |
| FC Nordsjælland (asistente)               | Dinamarca | 2016-2017     |
| Borussia Mönchengladbach (asistente)      | Alemania  | 2017-2019     |
| Borussia Dortmund (asistente)             | Alemania  | 2019-2021     |
| Borussia Dortmund (Encargado de talentos) | Alemania  | 2019-2022     |
| Selección de Ghana                        | Ghana     | 2022          |
| Selección de Ghana                        | Ghana     | 2024-presente |

## Palmarés

### Como jugador

#### Campeonatos nacionales
| Título     | Club              | País     | Año     |
| ---------- | ----------------- | -------- | ------- |
| Bundesliga | Borussia Dortmund | Alemania | 2001-02 |